# Jan Guillou
Jan Guillou é um escritor e jornalista sueco, nascido na cidade de Södertälje em 1944, filho de pai francês e mãe norueguesa. Guillou ficou conhecido, quando em 1973, juntamente com Peter Bratt, desvendou que a organização estatal de espionagem IB se dedicava a registar ilegalmente as opiniões políticas de cidadãos suecos, tendo sido então ele próprio condenado à pena de prisão por espionagem.

As suas obras mais conhecidas são os romances sobre o agente secreto sueco Carl Hamilton, sobre o cavaleiro-cruzado sueco Arn Magnusson, e sobre o Grande século (Det stora århundradet). 
Como jornalista, Jan Guillou é considerado uma das personalidades mais influentes da cena sueca. 

## Obras de Jan Guillou

### Romances sobre o agente secreto Carl Hamilton
- Coq Rouge - berättelsen om en svensk spion (1986)
- Den demokratiske terroristen (1987)
- I nationens intresse (1988)
- Fiendens fiende (1989)
- Den hedervärde mördaren (1990)
- Vendetta (1991)
- Ingen mans land (1992)
- Den enda segern (1993)
- I hennes majestäts tjänst (1994)
- En medborgare höjd över varje misstanke (1995)
- Hamlon - en skiss till en möjlig fortsättning (1995)
- Madame Terror (2006) - com tradução para português: Madame Terror, 2009
- Men inte om det gäller din dotter (2008)

### Romances sobre o cavaleiro-cruzado Arn Magnusson
- Vägen till Jerusalem (1998) - com tradução para português: A Caminho de Jerusalém / O Caminho para Jerusalém
- Tempelriddaren (1999) - com tradução para português: O Cavaleiro Templário
- Riket vid vägens slut (2000) - com tradução para português: O Novo Reino
- Arvet efter Arn (2001) - com tradução para português: O Legado de Arn [4]

### O grande século (Det stora århundradet)
- Brobyggarna (2011) [6]
- Dandy (2012) [7]
- Mellan rött och svart (2013)
- Att inte vilja se (2014)
- Blå stjärnan (2015)
- Äkta amerikanska jeans (2016)
- 1968 (2017)
- De som dödar drömmar sover aldrig (2018)
- Den andra dödssynden (2019)

### Outros romances
- Om kriget kommer (1971)
- Det stora avslöjandet (1974)
- Ondskan (1981) - com tradução para português: A Fábrica da Violência, 2007
- Gudarnas Berg (1990)
- Tjuvarnas marknad (2004)
- Fienden inom oss (2007)

### Outros livros
- Handbok för rättslösa (1975)
- Journalistik (1976)
- Irak - det nya Arabien (com Marina Stagh) (1977)
- Artister. Intervjuer och porträtt (1979)
- Reporter (1989)
- Berättelser från det Nya Riket (com Göran Skytte) (1982)
- Justitiemord. Fallet Keith Cederholm (1983)
- Nya berättelser. Från Geijer till Rainer (1984)
- Åsikter (1990)
- Stora machoboken (com Pär Lorentzon e Leif G.W. Persson) (1990)
- Berättelser (1991)
- Grabbarnas stora presentbok (com Pär Lorentzon e Leif G.W. Persson) (1991)
- Grabbarnas kokbok (com Leif G.W. Persson) (1992)
- Svenskarna, invandrarna och svartskallarna  (1996)
- Häxornas försvarare (2002)
- I Arns fotspår (2002, livro sobre Arn por Dick Harrison, Lennart Utgren et al; com prefácio de Jan Guillou)
- På jakt efter historien : spioner, reportage, riddare och häxor (2003)
- Kolumnisten (2005)
- Ordets makt och vanmakt - Mitt skrivande liv (2009)